# Arkadij Rotenberg
Arkadij Romanovič Rotenberg (in russo Аркадий Романович Ротенберг?; trasl. angl.: Arkady Romanovich Rotenberg; Leningrado, 15 dicembre 1951) è un imprenditore russo.
Con suo fratello Boris, è comproprietario del gruppo Stroygazmontazh (SGM), la più grande società di costruzioni di gasdotti e linee elettriche in Russia.
È uno stretto confidente, socio in affari e amico d'infanzia del presidente Vladimir Putin. Nel 2022, Forbes ha stimato il suo patrimonio personale a 2,3 miliardi di dollari ponendolo tra i più ricchi della Russia. Il governo degli Stati Uniti lo ha sanzionato per via del suo coinvolgimento nelle vicende relative agli eventi durante la crisi russo-ucraina.

## Biografia
Rotenberg è nato nel 1951 a Leningrado, dove suo padre, Roman, lavorava nella direzione della fabbrica di telefoni Krasnaja Zarja (Alba Rossa), permettendo alla famiglia di evitare di vivere in un appartamento comune con altre persone. Rotenberg è di discendenza ebraica.  Nel 1963, quando aveva dodici anni, Rotenberg e Vladimir Putin si unirono entrambi al club di Sambo (l'arte marziale russa) di Anatolij Rachlin.
Nel 1978, Rotenberg si è laureato presso l'Università statale di educazione fisica, sport e salute di Lesgaft ed è diventato un allenatore di Judo. Dopo che Putin tornò in Russia nel 1990, Rotenberg si allenò con lui più volte alla settimana. Durante gli anni '90, Rotenberg e suo fratello Boris, che si era trasferito in Finlandia, commerciavano in prodotti petroliferi. Quando Putin divenne vice-sindaco, Rotenberg si assicurò il finanziamento di Gennadij Timčenko per fondare Javara-Neva, un club di judo professionale. In seguito, dopo che il club vinse nove campionati europei di judo e allenò quattro campioni olimpici, gli fu assegna una nuova struttura da 180 milioni di dollari finanziata dallo stato, inclusa un'arena da mille posti ed uno yacht club.
Nel 2000, Putin, che era diventato presidente della Russia, creò Rosspirtprom, un'impresa statale che controllava il 30% del mercato russo della vodka, e mise al controllo Rotenberg. Nel 2001, Rotenberg e suo fratello hanno fondato la banca SMP, che opera in 40 città russe con oltre 100 filiali, più della metà delle quali nell'area di Mosca. SMP sovrintende al funzionamento di oltre 900 sportelli automatici. La banca SMP divenne anche un fornitore leader di tubi del gas di grande diametro.
Gazprom sembra spesso aver pagato a Rotenberg prezzi gonfiati. Nel 2007, Gazprom ha rifiutato un precedente piano per costruire un gasdotto di 350 miglia ed invece ha pagato a Rotenberg 45 miliardi di dollari, il 300% dei costi ordinari, per costruire un gasdotto di 1.500 miglia (2.400 km) fino al circolo polare artico. Nel 2008, Rotenberg ha formato Stroygazmontazh (SGM) con cinque società che aveva acquistato da Gazprom per 348 milioni di dollari. L'anno successivo, la società ha guadagnato oltre 2 miliardi di dollari. Rotenberg ha quindi acquistato Northern Europe Pipe Project, che alla fine ha fornito il 90% dei tubi di grande diametro di Gazprom ed ha operato con un margine di profitto del 30%, il doppio della media del settore. Nel 2013, Gazprom ha aumentato del 45% il contratto di Rotenberg per un gasdotto Krasnodar, quindi ha continuato i pagamenti per un anno dopo la cancellazione del segmento bulgaro.

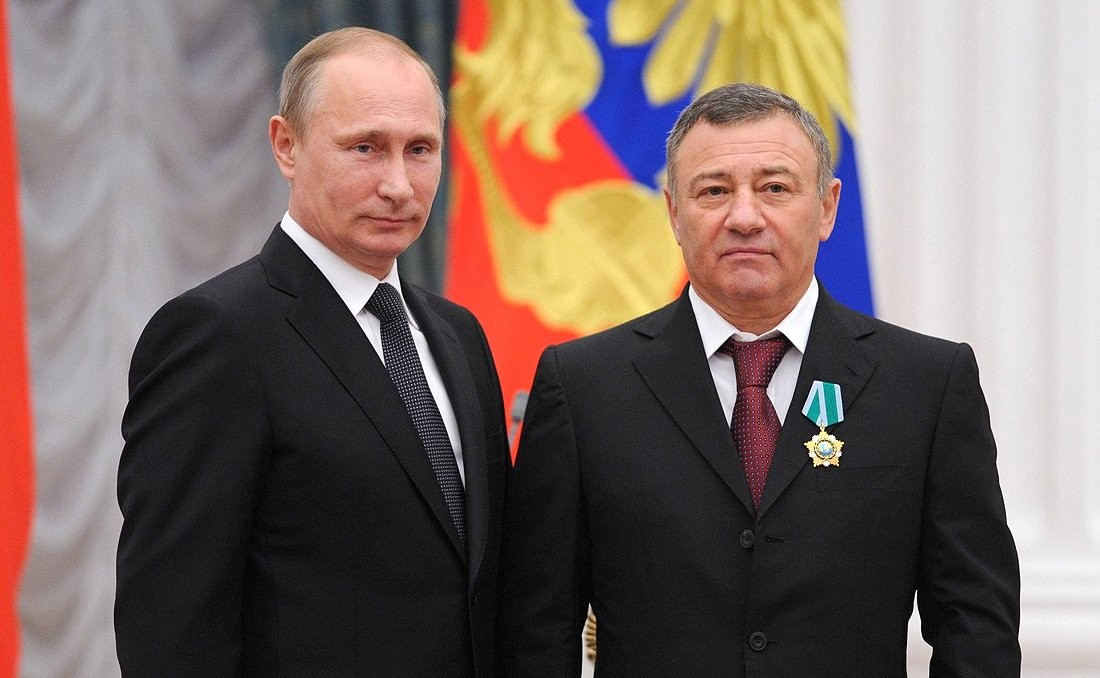
Vladimir Putin insieme a Arkadij Rotenberg

Mentre era ministro dei trasporti della Federazione Russa dal 20 maggio 2004 al 2012, Igor' Levitin ha assicurato nel 2010 che le aziende di Arkadij Rotenberg (Mostotrest) costruissero le strade a pedaggio sulle autostrade federali russe.
Rotenberg è il presidente dell'Hockey Club Dinamo Mosca. Nel 2013 è diventato membro del comitato della Federazione Internazionale di Judo. In preparazione per le Olimpiadi invernali 2014 a Soči, Rotenberg ha vinto contratti per un valore di 7 miliardi di dollari, tra cui un'autostrada costiera da 2 miliardi di dollari ed un gasdotto sottomarino che ha raggiunto il 300% dei costi medi.

### Sanzioni
In applicazione delle sanzioni sancite per l'annessione della Crimea da parte della Federazione Russa nel 2014, sono stati congelati i suoi beni in Italia, tra cui il Berg Luxury Hotel di Roma e due ville in Sardegna. E' sospettato di possedere tramite società offshore due ville in Toscana, nei comuni di Monte Argentario e di Castiglione della Pescaia.
Il nome di Rotenberg compare nei Panama Papers.  Quei documenti legali trapelati mostrano che Rotenberg ha inviato 231 milioni di dollari in prestiti a una società nelle Isole Vergini britanniche nel 2013.
Il nome informale della legge Rotenberg deriva da quello di Arkadij Rotenberg.

## Vita privata
Nel 2005, Rotenberg ha sposato la sua seconda moglie Natal'ja, di circa 30 anni più giovane di lui. I loro due figli, Varvara e Arkadij, vivono nel Regno Unito con lei.  Hanno divorziato nel 2015 nel Regno Unito. Mentre i dettagli finanziari del divorzio sono privati, l'accordo include la divisione dell'uso di una villa del Surrey da 35 milioni di sterline e un appartamento da 8 milioni di sterline a Londra.
I suoi tre figli più grandi includono Igor' (russo: Игорь Аркадьевич; nato il 9 settembre 1974), uomo d'affari miliardario russo; Lilija (russo: Лилия Аркадьевна; nata il 17 aprile 1978), medico e dal 2014 è residente in Germania e co-proprietaria del TPS Nedvižimost (un gruppo di investimento che possiede centri commerciali e complessi di intrattenimento nelle città russe di Mosca, Soči, Krasnodar, Novosibirsk e Ocean Plaza a Kiev, Ucraina);, Pavel (russo: Павел Аркадьевич; nato il 29 febbraio 2000), giocatore di hockey competitivo.